# Pin (Alt Saona)
Pin és un municipi francès situat al departament de l'Alt Saona i a la regió de Borgonya - Franc Comtat. L'any 2007 tenia 706 habitants.

## Demografia

### Població
El 2007 la població de fet de Pin era de 706 persones. Hi havia 245 famílies, de les quals 49 eren unipersonals (20 homes vivint sols i 29 dones vivint soles), 61 parelles sense fills, 119 parelles amb fills i 16 famílies monoparentals amb fills.
La població ha evolucionat segons el següent gràfic:
Habitants censats

### Habitatges
El 2007 hi havia 302 habitatges, 256 eren l'habitatge principal de la família, 30 eren segones residències i 16 estaven desocupats. 256 eren cases i 45 eren apartaments. Dels 256 habitatges principals, 199 estaven ocupats pels seus propietaris, 51 estaven llogats i ocupats pels llogaters i 6 estaven cedits a títol gratuït; 6 tenien dues cambres, 36 en tenien tres, 68 en tenien quatre i 146 en tenien cinc o més. 203 habitatges disposaven pel capbaix d'una plaça de pàrquing. A 102 habitatges hi havia un automòbil i a 139 n'hi havia dos o més.

### Piràmide de població
La piràmide de població per edats i sexe el 2009 era:
| Homes | Edats   | Dones |
| ----- | ------- | ----- |
| 0     | 95 o +  | 0     |
| 4     | 90 a 94 | 4     |
| 4     | 85 a 89 | 4     |
| 0     | 80 a 84 | 4     |
| 4     | 75 a 79 | 8     |
| 12    | 70 a 74 | 0     |
| 16    | 65 a 69 | 24    |
| 16    | 60 a 64 | 12    |
| 8     | 55 a 59 | 12    |
| 16    | 50 a 54 | 12    |
| 20    | 45 a 49 | 16    |
| 20    | 40 a 44 | 12    |
| 40    | 35 a 39 | 28    |
| 20    | 30 a 34 | 28    |
| 20    | 25 a 29 | 24    |
| 0     | 20 a 24 | 12    |
| 28    | 15 a 19 | 28    |
| 24    | 10 a 14 | 32    |
| 24    | 5 a 9   | 8     |
| 24    | 0 a 4   | 12    |

## Economia
El 2007 la població en edat de treballar era de 448 persones, 348 eren actives i 100 eren inactives. De les 348 persones actives 324 estaven ocupades (185 homes i 139 dones) i 22 estaven aturades (7 homes i 15 dones). De les 100 persones inactives 24 estaven jubilades, 45 estaven estudiant i 31 estaven classificades com a «altres inactius».

### Ingressos
El 2009 a Pin hi havia 255 unitats fiscals que integraven 693 persones, la mediana anual d'ingressos fiscals per persona era de 18.090 €.

### Activitats econòmiques
Dels 22 establiments que hi havia el 2007, 2 eren d'empreses de fabricació d'altres productes industrials, 10 d'empreses de construcció, 1 d'una empresa de comerç i reparació d'automòbils, 1 d'una empresa de transport, 2 d'empreses d'hostatgeria i restauració, 2 d'empreses financeres, 3 d'empreses de serveis i 1 d'una empresa classificada com a «altres activitats de serveis».
Dels 13 establiments de servei als particulars que hi havia el 2009, 1 era una oficina de correu, 1 taller de reparació d'automòbils i de material agrícola, 2 paletes, 3 guixaires pintors, 2 fusteries, 1 lampisteria, 2 electricistes i 1 restaurant.
L'any 2000 a Pin hi havia 5 explotacions agrícoles.

## Equipaments sanitaris i escolars
El 2009 hi havia una escola elemental.

## Poblacions més properes
El següent diagrama mostra les poblacions més properes.